# Molo w Międzyzdrojach

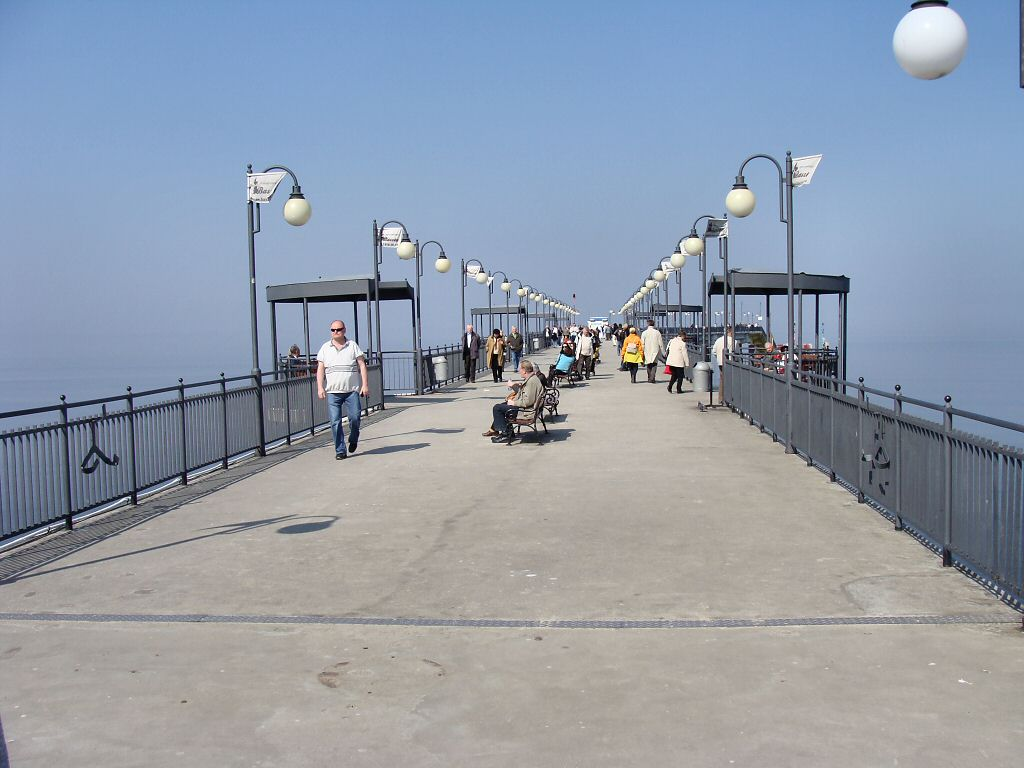
Molo w Międzyzdrojach

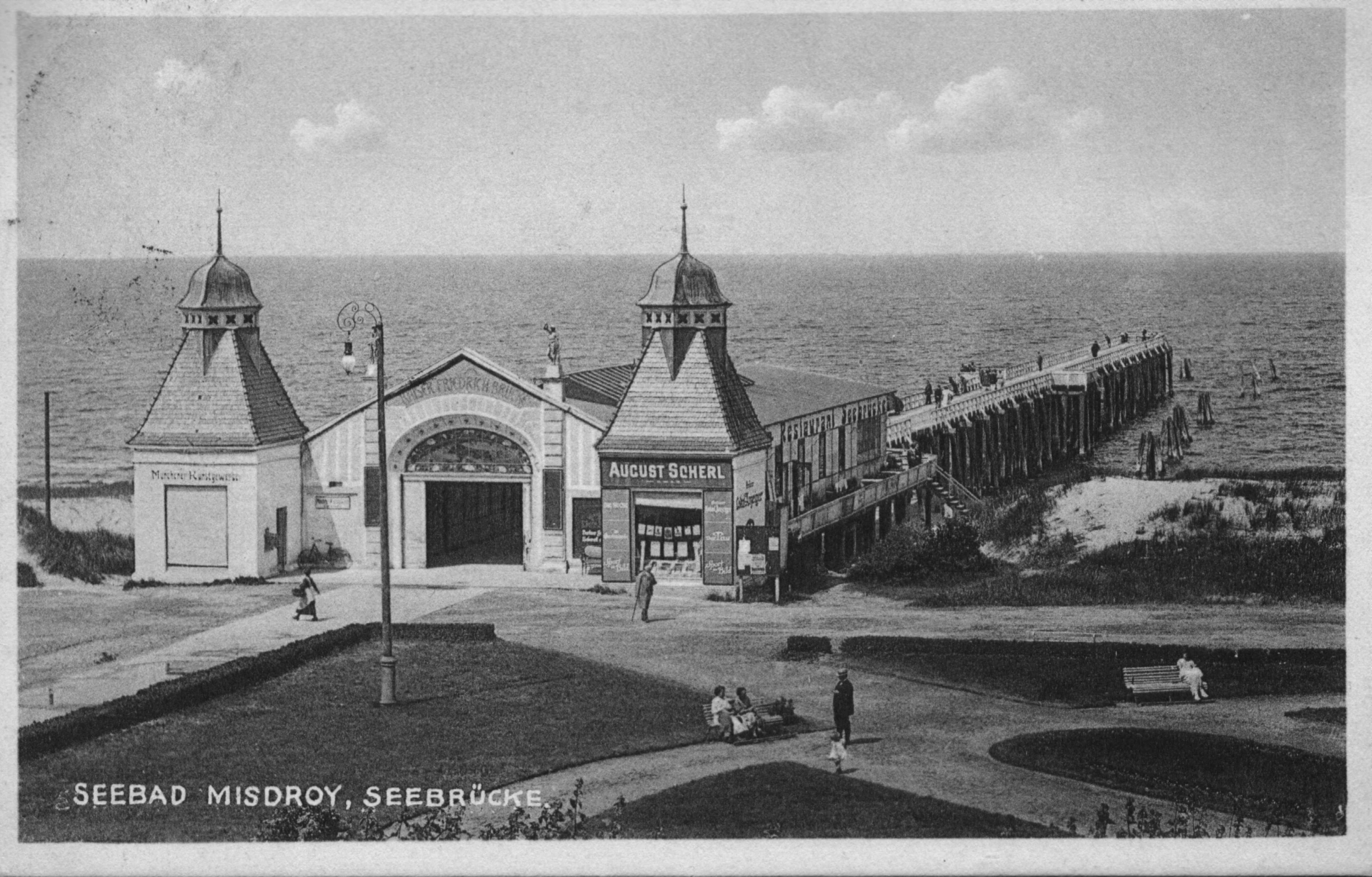
Dawne molo w Międzyzdrojach

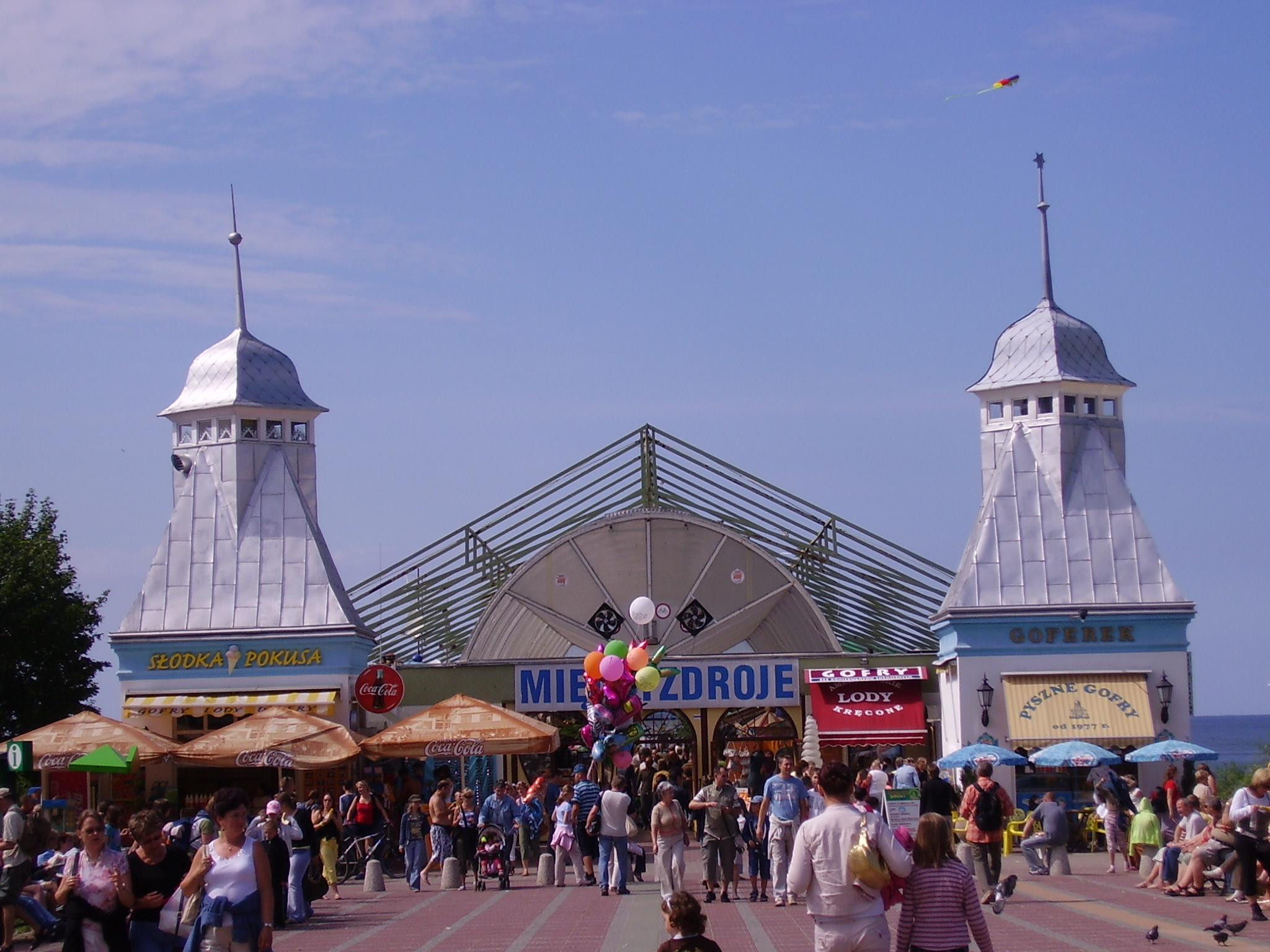
Wejście na molo

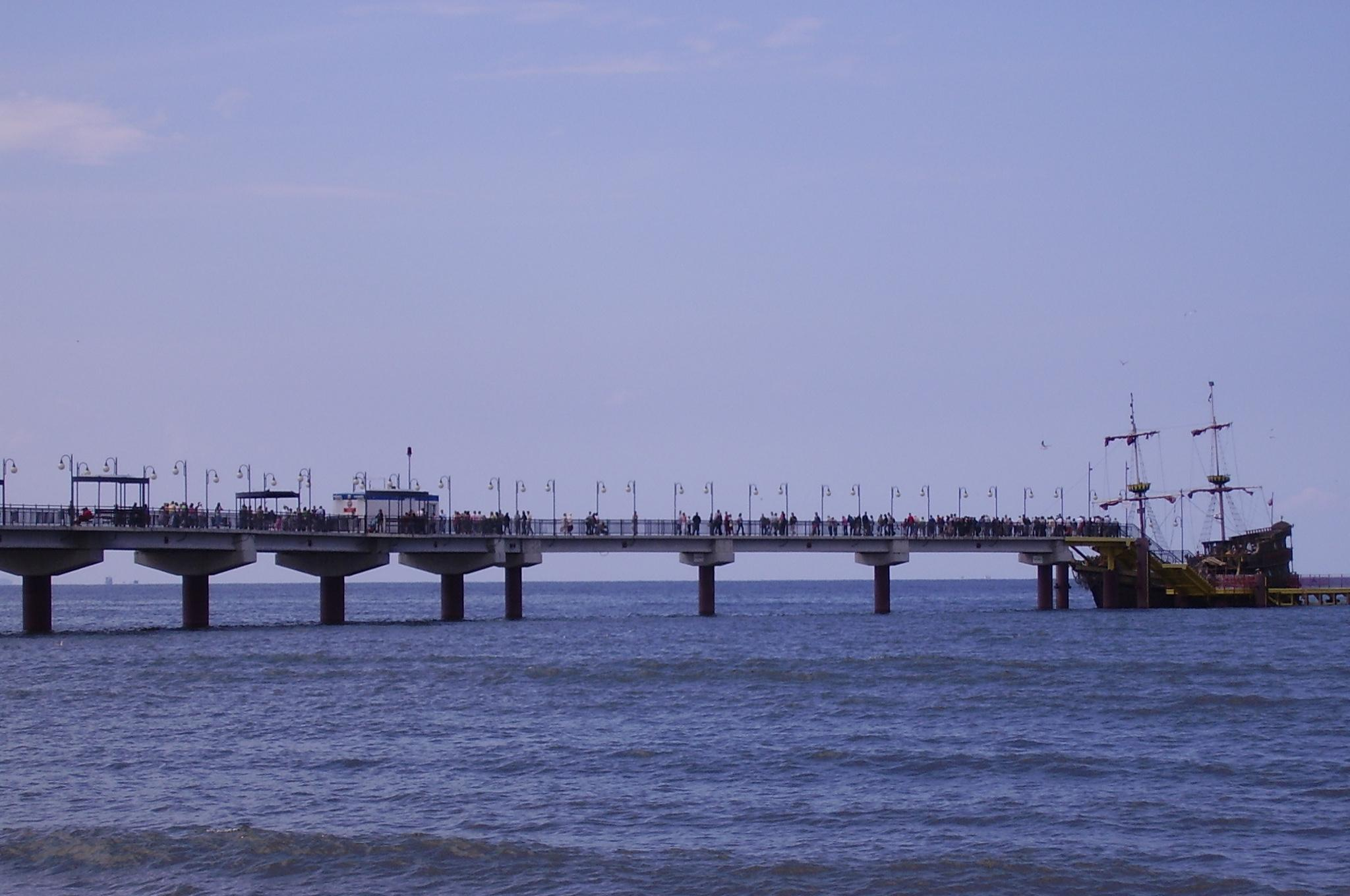
Przystań morska na molo

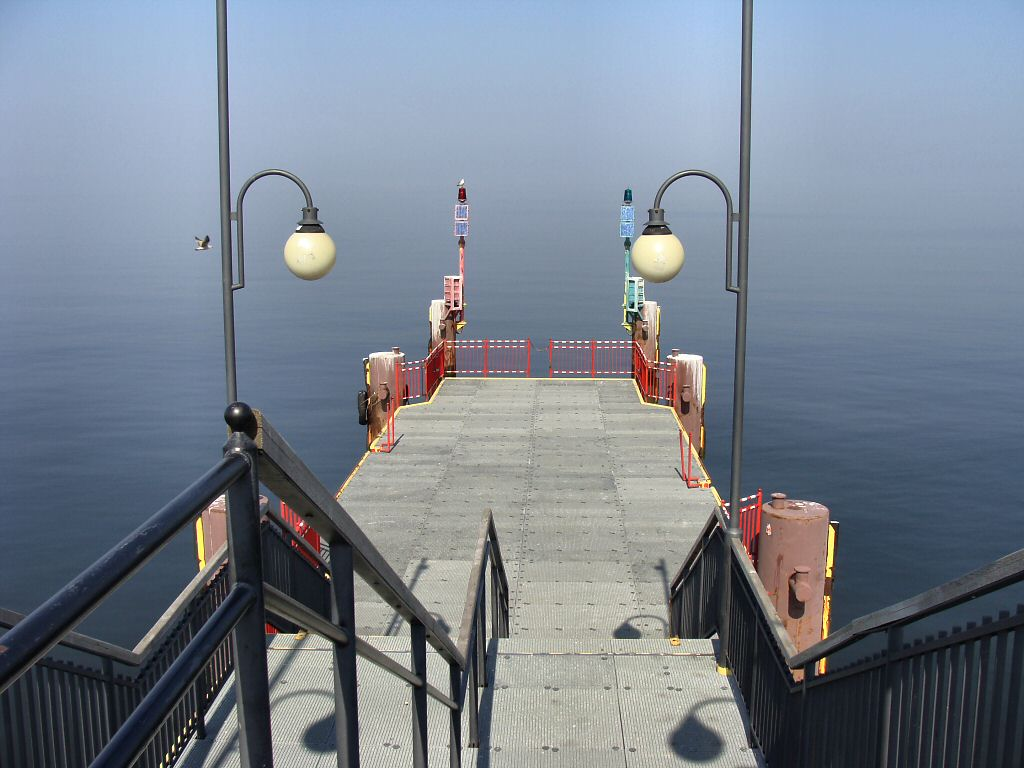
Przystań pasażerska na końcu mola

Molo w Międzyzdrojach – pomost o długości 395 m wychodzący w głąb Morza Bałtyckiego z plaży w Międzyzdrojach. Ma także status przystani morskiej.
Molo ma konstrukcję żelbetową, wychodzi w głąb Zatoki Pomorskiej w kierunku północno-zachodnim z plaży na wyspie Wolin. Mieści się ono przy amfiteatrze w środkowej części międzyzdrojskiej plaży. Przy wejściu na molo znajdują się dwie charakterystyczne białe wieże.

## Historia
W 1884 roku w Międzyzdrojach powstał pierwszy, niewielki drewniany pomost (molo) jako pierwsze w regionie. Mieszkańcy Międzyzdrojów nadali mu imię niemieckiego cesarza Fryderyka III (niem. Kaiser Friedrich Brücke), w dowód wdzięczności za wstawiennictwo przy rozbudowie przystani na jeziorze Wicko oraz za pobyt cesarza wraz z rodziną w 1867 roku będący promocją dla uzdrowiska w Międzyzdrojach.
W 1906 roku radca Bötker (Bötther) przekazał na budowę mola 250 tys. marek. Zostało ono zbudowane jeszcze w 1906 roku, a 1 lipca miało miejsce jego uroczyste otwarcie. Ówczesna drewniana konstrukcja mierzyła ponad 300 m (najczęściej podawana jest długość 370 m). Na jego końcu zbudowano przeszkloną restaurację. Przez kolejne lata molo służyło jako przystań dla statków pasażerskich ze Szczecina i Świnoujścia. W 1913 roku silny sztorm zniszczył dużą część mola, jednak po roku zostało odbudowane przez mieszkańców. Podczas I wojny światowej w 1914 saperzy ze Świnoujścia wysadzili obiekt w obawie przed desantem wojsk rosyjskich. W 1920 roku po odbudowie molo miało 200 m, a po każdym sztormie zostawało odbudowywane. 
W 1954 roku sztorm zniszczył niemal cały drewniany pomost. W 1961 roku w wyniku pożaru spalił się secesyjny pasaż wiodący na pomost. W 1985 roku z powodu wiatru i oblodzenia pomost został zniszczony, ze względów bezpieczeństwa został zamknięty. Cały pomost został rozebrany w 1989 roku, pozostawiając jedynie wieżyczki.

## Obecne molo
W 1994 roku z funduszy miejskich rozpoczęto prowadzoną w dwóch etapach budowę nowego mola. Pierwsza część o długości 120 m i szerokość 17,5 m została oddana do użytku w 1996 roku. Konstrukcja mola żelbetowa została posadowiona na palach wielkośrednicowych, rurowych o średnicy 1,5 m i długości 32,0 m.
Drugi etap to przedłużenie mola do długości 395 m, ukończone pod koniec 2004 roku. Z inicjatywy firmy Adler-Schiffe Polska sp. z o.o. w 2004 roku molo zostało przedłużone o 275 m. Ostatnie 75 m jest obniżone, by mogły do niego cumować statki żeglugi przybrzeżnej. Ostatnie 40 m stanowi przystań pasażerska o nośności 70 ton.
Na wydłużenie pomostu armator wydał 2 mln euro (ok. 8,5 mln złotych). Celem przedłużenia mola była możliwość przybijania do Międzyzdrojów statków białej floty, organizujących rejsy wycieczkowe do Świnoujścia i niemieckich portów Uznamu. Adler-Schiffe będzie przez 40 lat administratorem mola.
19 marca 2005 roku odbyła się uroczystość otwarcia nowo dobudowanej części mola.
Od czerwca 2005 molo w Międzyzdrojach ma status przystani morskiej. Od września 2006 roku do grudnia 2007 roku na terenie mola działało morskie przejście graniczne Międzyzdroje.